# Pavo Kobaš
Pavo Kobaš (Vidovice (Orašje), BiH, 1. travnja 1948.), pisac, metodičar i političar.
Kobaš je diplomirao jugoslavenske jezike i književnosti te latinski jezik 1974. godine. Magistrirao je ekonomske znanosti 1983.
Bio je prvi načelnik općine Orašje, u razdoblju od 1990. do 1993. Godine 1996. izabran je za prvog župana Županije posavske, a dužnost je obnašao do 1998. Poslije je bio savjetnik za obnovu u Ministarstvu prometa, veza i poduzetništva.

## Objavljene knjige
Uz brojne članke u časopisima i zbornicima Kobaš je objavio sljedeća djela:
- "Marketing u bibliotečno-informacijskoj djelatnosti" (1983.)
- "Vidovice – srpski zločini" (1993.)
- "Fontes Latini I i II" – udžbenici latinskog (2002. – 08.)
- "Latinske izreke – izvor vječne mudrosti" (2003.)
- "Latinizmi – školski leksikon", knjiga i CD (2005.)
- "Pregled latinske gramatike"
- "Rim - ljepota, slava, vjera, povijesno-umjetnički turistički vodič" CD